# Dedni Vrh pri Vojniku
Dedni Vrh pri Vojniku – wieś w Słowenii, w gminie Vojnik. W 2018 roku liczyła 13 mieszkańców.